# المطالب الخمسون
المطالب الخمسون التي مطالب وضعها حسن البنا المرشد للعام لجماعة الإخوان المسلمين ومؤسس الجماعة والتي أرسلها لحكام الدول الإسلامية في رسالة نحو النور ومطالبتهم بتطبيق النظم الإسلامية وإصلاح نظم الحكم من منظور إسلامي. وقد رفع المرشد حسن البنا خطاباً موجزا لملوك وأمراء ورجال حكومات البلدان الإسلامية وأعضاء الهيئات التشريعية والجماعات الإسلامية وأهل الرأي والغيرة في العالم الإسلامي. وقد جاء في آخر هذا الخطاب بيان خمسين مطلباً من المطالب العملية التي تنبني على تمسك المسلمين بإسلامهم وعودتهم إليه في شأنهم وعرفت هذه المطالب بالمطالب الخمسين وقد أوردها المرشد في رسالته إلي حكام المسلمين رسالة نحو النور.

## اقسام المطالب
ويذكر حسن البنا هذه المطالب قائلا: ""أما رؤوس مناحي الإصلاح المرتكز على الروح الإسلامي الصحيح فهي :"" ثم تم ادراجها مقسمة في عدة اقسام هي:
- اولا: الناحية السياسية والقضائية والإدارية، وهي عشرة مطالب
- ثانيا: الناحية الاجتماعية والعلمية، وهي ثلاثون مطلب
- ثالثا: الناحية الاقتصادية، وهي عشرة مطالب.

### الناحية السياسية والقضائية والإدارية
1. القضاء على الحزبية وتوجيه قوى الأمة السياسية في وجهة واحدة وصفّ واحد.
2. إصلاح القانون حتى يتفق مع التشريع الإسلامي في كل فروعه.
3. تقوية الجيش والإكثار من فرق الشباب وإلهاب حماستها على أسس من الجهاد الإسلامي.
4. تقوية الروابط بين الأقطار الإسلامية جميعا، وبخاصة العربية منها تمهيدا للتفكير الجدي العملي في شأن الخلافة الضائعة.
5. بث الروح الإسلامي في دواوين الحكومة بحيث يشعر الموظفون جميعا بأنهم مطالبون بتعاليم الإسلام.
6. مراقبة سلوك الموظفين الشخصي وعدم الفصل بين الناحية الشخصية والناحية العملية.
7. تقديم مواعيد العمل في الدواوين صيفا وشتاء حتى يعين ذلك على الفرائض ويقضي على السهر الكثير.
8. القضاء على الرشوة والمحسوبية والاعتماد على الكفاية والمسوغات القانونية فقط.
9. أن توزن كل أعمال الحكومة بميزان الأحكام والتعاليم الإسلامية، فتكون نظم الحفلات والدعوات والاجتماعات الرسمية والسجون والمستشفيات بحيث لا تصطدم بقاعدة بتعاليم الإسلام، وتكون الدوريات في الأعمال على تقسيم لا يتضارب مع أوقات الصلاة.
10. استخدام الأزهريين في الوظائف العسكرية والإدارية وتدريبهم.

### الناحية الاجتماعية والعلمية
1. تعويد الشعب احترام الآداب العامة، ووضع إرشادات معززة بحماية القانون في ذلك الشأن، وتشديد العقوبات على الجرائم الأدبية.
2. علاج قضية المرأة علاجا يجمع بين الرقى بها والمحافظة عليها وفق تعاليم الإسلام، حتى لا تترك هذه القضية التي هي أهم قضايا الاجتماع تحت رحمة الأقلام والآراء الشاذة من المفرطين والمفرطين.
3. القضاء على البغاء، بنوعيه السري والعلني، واعتبار الزنا مهما كانت ظروفه جريمة منكرة يجلد فاعلها.
4. القضاء على القمار بكل أنواعه من ألعاب ويناصيب ومسابقات وأندية.
5. محاربة الخمر كما تحارب المخدرات، وتحرمها وتخليص الأمة من شرورها.
6. مقاومة التبرج والخلاعة وإرشاد السيدات إلى ما يجب أن يكون، والتشديد في ذلك بخاصة على المدرسات والتلميذات والطبيبات والطالبات ومن في حكمهن.
7. إعادة النظر في مناهج تعليم البنات ووجوب التفريق بينها وبين مناهج تعليم الصبيان في كثير من مراحل التعليم.
8. منع الاختلاط بين الطلبة والطالبات، واعتبار خلوة أي رجل بامرأة لا تحل له جريمة يؤاخذان بها.
9. تشجيع الزواج والنسل بكل الوسائل المؤدية إلى ذلك، ووضع تشريع يحمي الأسرة ويحض عليها ويحل مشكلة الزواج.
10. إغلاق الصالات والمراقص الخليعة وتحريم الرقص وما إلى ذلك.
11. مراقبة دور التمثيل وأفلام السينما والتشديد في اختيار الروايات والأشرطة.
12. تهذيب الأغاني واختيارها ومراقبتها والتشديد في ذلك.
13. حسن اختيار ما يذاع أو يعرض على الأمة من برامج ومحاضرات وأغاني وموضوعات واستخدام الإذاعة والتلفاز في تربية وطنية خلقية فاضلة.
14. مصادرة الروايات المثيرة والكتب المشككة المفسدة والصحف التي تعمل على إشاعة الفجور وتستغل الشهوات استغلالا فاحشا.
15. تنظيم المصايف تنظيما يقضى على الفوضى والإباحية التي تذهب بالغرض الأساسي من الاصطياف.
16. تحديد مواعيد افتتاح وإغلاق المقاهي العامة ومراقبة ما يشتغل به رواده وإرشادهم إلى ما ينفعهم وعدم السماح لها بهذا الوقت الطويل كله.
17. استخدام هذه المقاهي في تعليم الأميين القراءة والكتابة ويساعد على ذلك هذا الشباب المتوثب من رجال التعليم الإلزامي والطلبة
18. مقاومة العادات الضارة اقتصاديا أو خلقيا أو غير ذلك وتحويل تيارات الجماهير عنها إلى غيرها من العادات النافعة، أو تهذيب نفسها تهذيبا يتفق مع المصلحة وذلك كعادات الأفراح والمآتم والموالد والزار والمواسم والأعياد وما إليها، وتكون الحكومة قدوة صالحة في ذلك.
19. اعتبار دعوة الحسبة ومؤاخذة من يثبت عليه مخالفة شيء من تعاليم الإسلام أو الاعتداء عليه، كالإفطار في رمضان وترك الصلاة عمدا أو سب الدين وأمثال هذه الشؤون.
20. ضم المدارس الإلزامية في القرى والمساجد وشمولها معا بالإصلاح التام من حيث الموظفين والنظافة وتمام الرعاية، حتى يتدرب الصغار على الصلاة ويتدرب الكبار على العلم.
21. تقرير التعليم الديني مادة أساسية في كل المدارس على اختلاف أنواعها كل بحسبه وفي الجامعة أيضا.
22. تشجيع تحفيظ القرآن في المكاتب العامة الحرة، وجعل حفظه شرطا في نيل الإجازات العلمية التي تتصل بالناحية الدينية واللغوية، مع تقرير حفظ بعضه في كل مدرسة.
23. وضع سياسة ثابتة للتعليم، تنهض به وترفع مستواه، وتوحد أنواعه المتحدة الأغراض والمقاصد، وتقرب بين الثقافات المختلفة في الأمة، وتجعل المرحلة الأولى من مراحله خاصة بتربية الروح الوطني الفاضل والخلق القويم.
24. العناية باللغة العربية في كل مراحل التعليم وإفرادها في المراحل الأولى عن غيرها من اللغات الأجنبية.
25. العناية بالتاريخ الإسلامي والتاريخ الوطني التربية الوطنية وتاريخ حضارة الإسلام.
26. التفكير في الوسائل المناسبة لتوحيد الأزياء في الأمة تدريجيا.
27. القضاء على الروح الأجنبية في البيوت من حيث اللغة والعادات والأزياء والمربيات والممرضات..الخ، وتصحيح ذلك وبخاصة في بيوت الطبقات الراقية.
28. توجيه الصحافة توجيها صالحا وتشجيع المؤلفين والكاتبين على طرق الموضوعات الإسلامية الشرقية.
29. العناية بشؤون الصحة العامة، من نشر الدعاية الصحية بمختلف الطرق والإكثار من المستشفيات والأطباء والعيادات المتنقلة وتسهيل سبل العلاج.
30. العناية بشأن القرية من حيث نظامها ونظافتها وتنقية مياهها ووسائل الثقافة والراحة والتهذيب فيها.

### ثالثا: في الناحية الاقتصادية
1. تنظيم الزكاة دخلا ومنصرفا بحسب تعاليم الشريعة السمحة، والاستعانة به في المشروعات الخيرية التي لابد منها كملاجئ العجزة والفقراء واليتامى وتقية الجيش.
2. تحريم الربا وتنظيم المصارف تنظيما يؤدي إلى هذه الغاية، وتكون الحكومة قدوة في ذلك بإلغاء الفوائد في مشروعاتها الخاصة بها كبنك التسليف والسلف الصناعية وغيرها.
3. تشجيع المشروعات الاقتصادية والإكثار منها، وتشغيل العاطلين من المواطنين فيها واستخلاص ما في أيدي الأجانب منها للناحية الوطنية البحتة.
4. حماية الجمهور من عسف الشركات المحتكرة وإلزامها حدودها والحصول على كل منفعة ممكنة للجمهور.
5. تحسين حال الموظفين الصغار برفع مرتباتهم واستبقاء علاواتهم ومكافأتهم وتقليل مرتبات الموظفين الكبار.
6. حصر الوظائف وخصوصا الكثيرة منها، والاقتصار على الضروري، وتوزيع العمل على الموظفين توزيعا عادلا والتدقيق في ذلك.
7. تشجيع الإرشاد الزراعي والصناعي والتجاري، والاهتمام بترقية الفلاح والصانع من الناحية الإنتاجية.
8. العناية بشؤون العمال الفنية والاجتماعية، ورفع مستواهم في مختلف النواحي الحيوية.
9. استغلال الموارد الطبيعية كالأرض البور والمناجم المهملة وغيرها.
10. تقديم المشروعات الضرورية على الكماليات في الإنشاء والتنفيذ.